# サルミアッキ

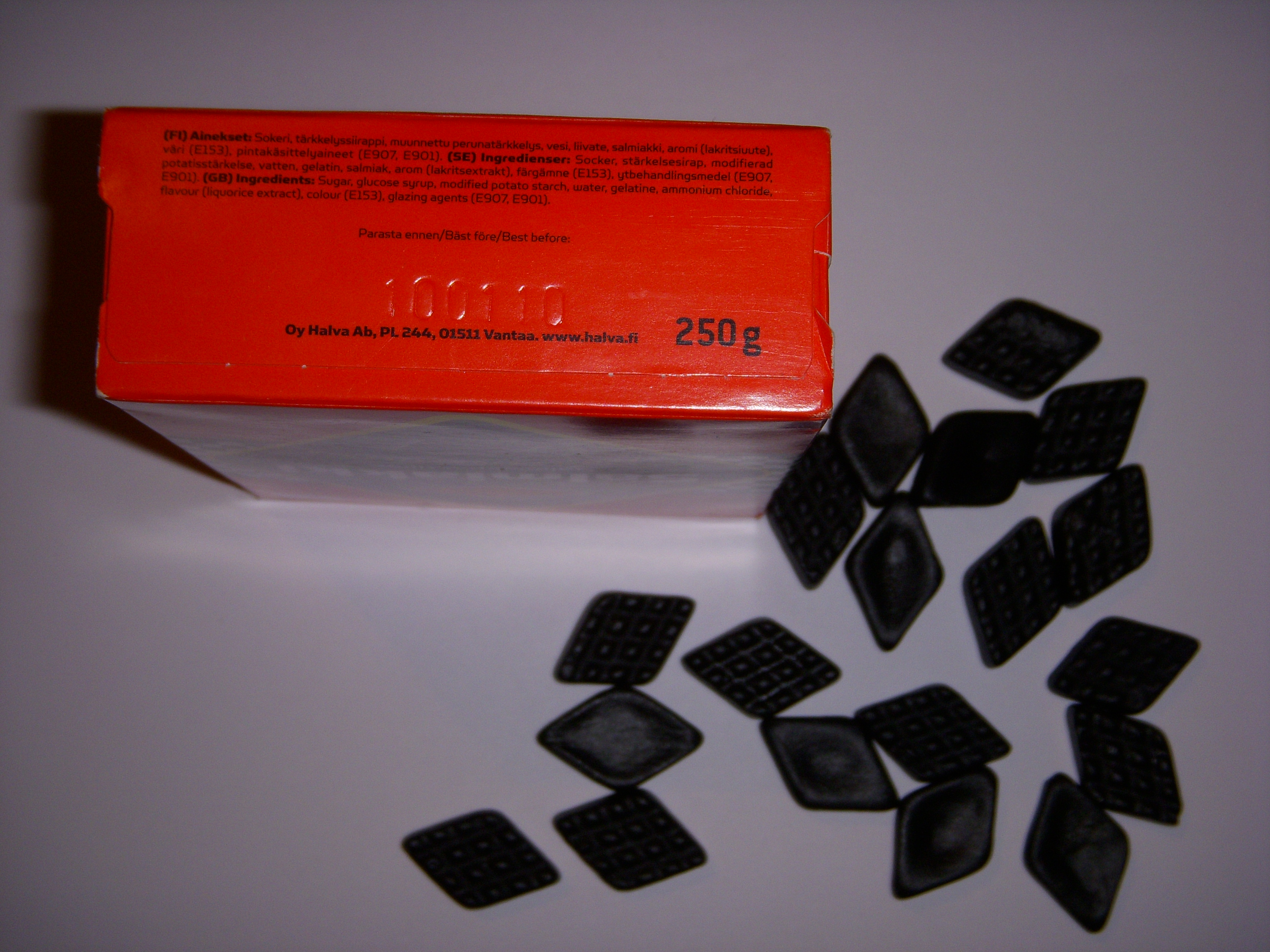
サルミアッキのキャンディ（フィンランド）

サルミアッキ（フィンランド語: salmiakki）は、薬草（甘草）の一種であるリコリスから抽出した成分を配合した「リコリス菓子」のひとつで、リコリス菓子に塩化アンモニウムを添加したもの。その他の食品や飲料の味付けとしても使用される。
北欧語などではサルミアック、サルミアク（スウェーデン語・デンマーク語・オランダ語: salmiak、ノルウェー語: salmiakk）とよばれ、これらは化学物質としての塩化アンモニウム自体も意味し、ラテン語で塩化アンモニウムを意味する「sal ammoniac（サル アンモニアック）」に由来する。
通常のリコリス菓子と異なり、塩化アンモニウムによる強い塩味とアンモニア臭がある。色は通常のリコリス同様、黒に近い暗褐色である。

## キャンディ
サルミアッキのキャンディは、北欧周辺地域では伝統的に食べられ、北欧5か国ではその国を代表する菓子といってよいほど、老若男女問わず食べられている。成分にアンモニアが含まれていて、元々は喉用の薬として薬局で販売され、強い塩味とアンモニア臭が特徴。味は「ゴムに塩と砂糖をまぶしたよう」と評される程の独特な風味であり、塩化アンモニウムによる塩気も相まって人を選ぶ味わいである。
「世界一まずい飴」と言われることもあるが、独特な風味が好まれ、中には「食べないと禁断症状が起きる」フィンランド人もいる。

## その他の製品
菓子の他にもウォッカなどの蒸留酒（Salmiakki Koskenkorva, サルミアッキ・コスケンコルヴァ）、アイスクリーム、コーラ、豚肉 (salmiakkipossu) などサルミアッキで味付けされた食品がある。
サルミアッキ味のウォッカは黒い色で濃密かつ非常に甘い。厳密にはウォッカではなく、ヴィーナ (viina) に分類される酒の種別の中で、フィンランドでもっとも飲まれているコスケンコルヴァ (Koskenkorva) と呼ばれる伝統的な蒸留酒にサルミアッキの味付けをした酒である。

## ギャラリー

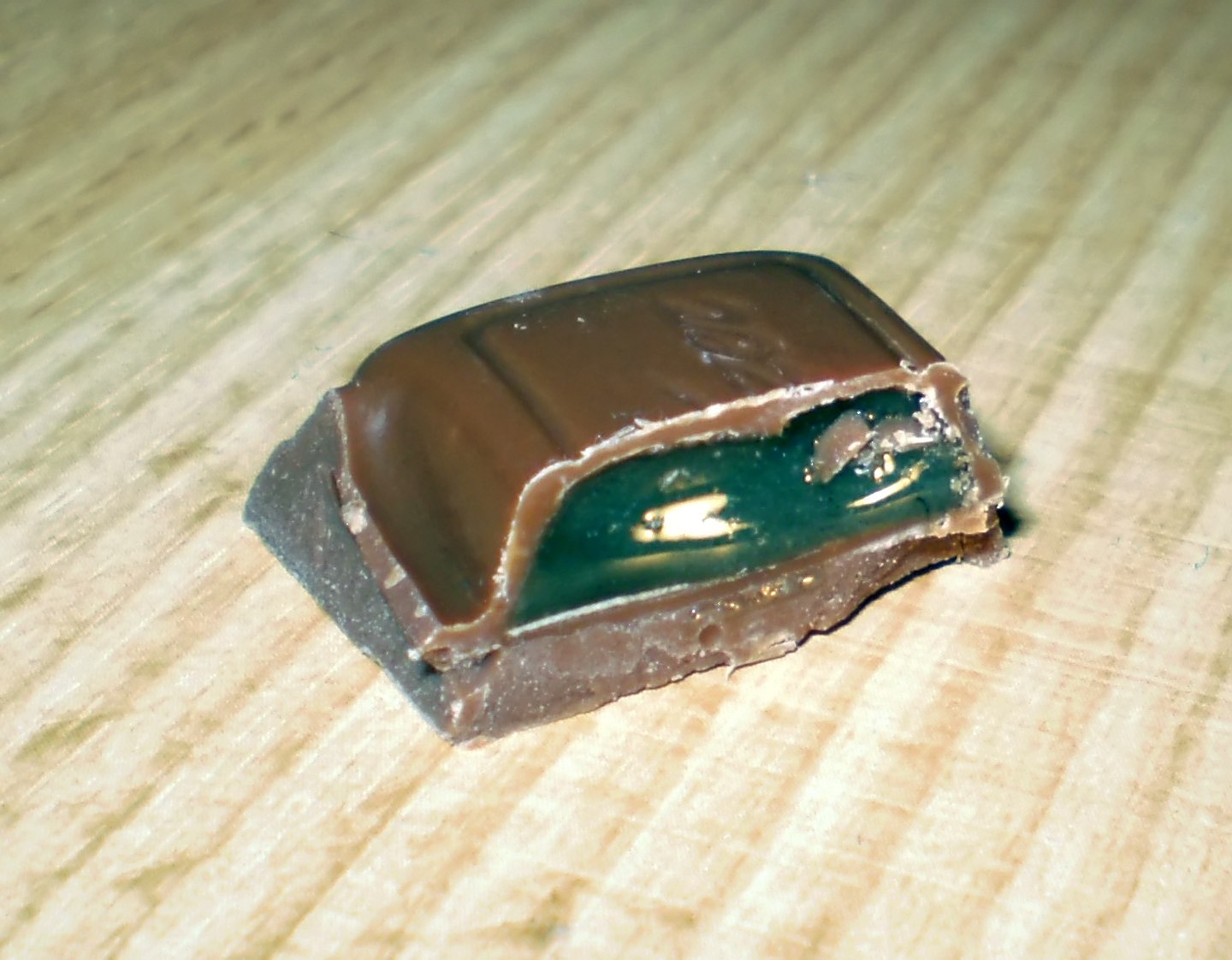
サルミアッキゼリー入りチョコレート
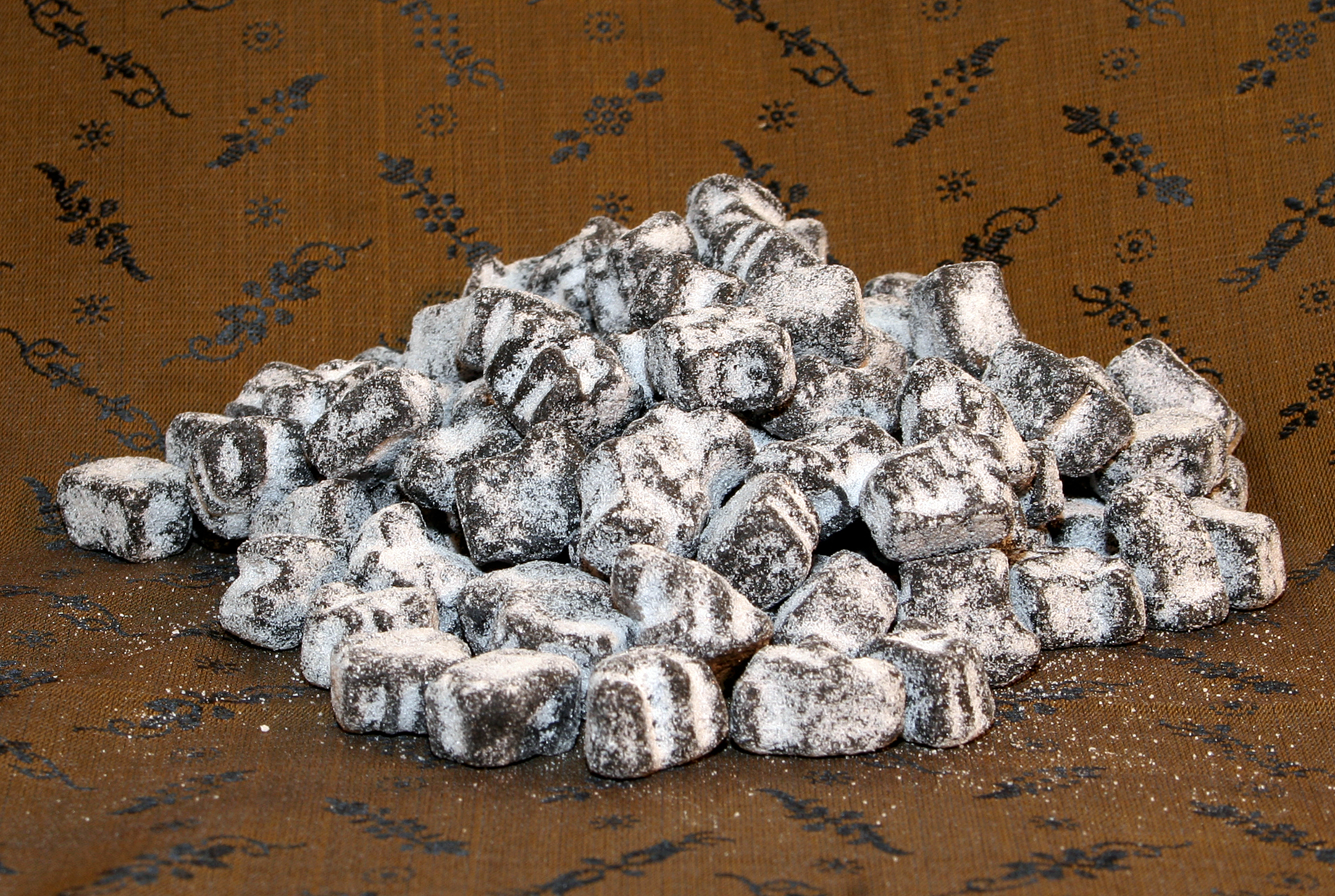
サルミアッキのセミソフトキャンディ（スウェーデン）
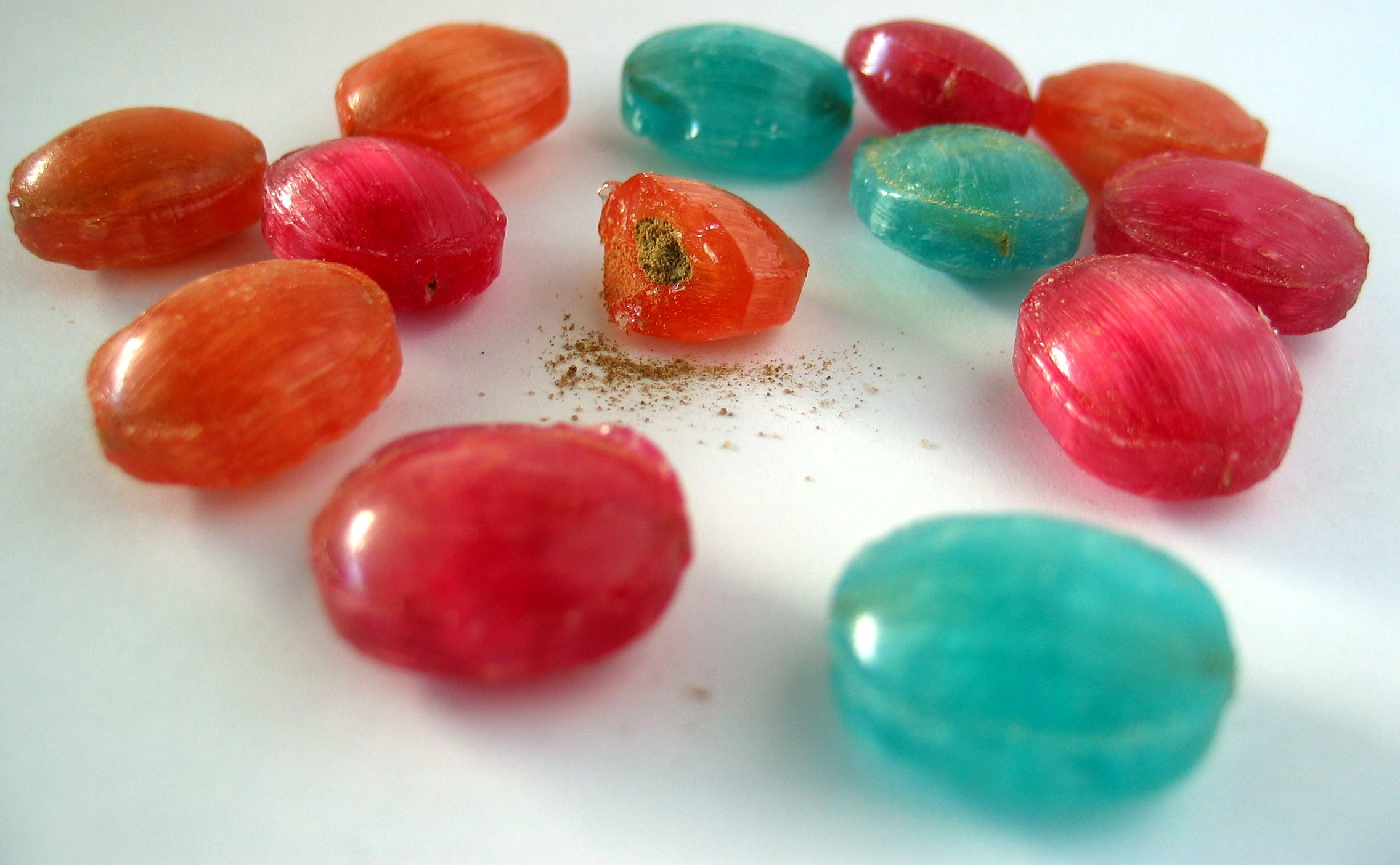
サルミアッキパウダー入りキャンディ